# Agustí Crehueras i Brujas
Agustí Crehueras i Brujas (Sabadell, 28 de desembre de 1845 - Barcelona, 4 de febrer de 1920) fou un filòleg i pedagog català.
Cursats els primers estudis i l'ensenyament secundari als Escolapis de Sabadell, va estudiar Filosofia i Lletres a la Universitat de Barcelona, on va ser deixeble de Manuel Milà i Fontanals i professor auxiliar de la seva càtedra. Era un gran coneixedor del llatí, el grec i l'hebreu i durant quaranta anys va ser professor d'aquestes llengües clàssiques a diverses escoles de Sabadell i de Barcelona. Crehueras va defugir sempre honors i reconeixements públics i va dedicar la vida a l'estudi dels clàssics i a l'ensenyament de llengua i literatura, a corregir originals i proves per a l'edició d'autors grecs i llatins, i a atendre les consultes dels seus amics escriptors i correligionaris. Malauradament, en morir no va deixar cap mostra escrita dels seus estudis filològics.
El 1924, a proposta de l'arxiver municipal, mossèn Gabriel Clausellas, l'Ajuntament que presidia l'Alcalde Relat va acordar donar el nom del doctor Crehueras al carrer que aleshores s'anomenava carrer del Reixat.